# De Zwaan (Westzaan)
De Zwaan is een weidemolen in het Nederlandse dorp Westzaan. De molen staat tegenwoordig naast de molen De Jonge Dirk.

## Geschiedenis
De Vereniging De Zaansche Molen kreeg in 1947 het molentje in bezit. De ouderdom en herkomst zijn onbekend, maar het ging om een exemplaar dat niet nieuw was. Na restauratie werd het op het terrein van de oliemolen Het Pink geplaatst, waar het bleef tot het in 1974 omwaaide. Daarna werd De Zwaan gerestaureerd en verplaatst naar de huidige locatie. Hier maalt De Zwaan in circuit, maar bij grote wateroverlast bemaalt het het eilandje. In 2014 is de molen met de verkoop van De Jonge Dirk aan De Zaansche Molen teruggekeerd naar vereniging De Zaansche Molen.
De molen die is uitgerust met een houten waaierpomp is geregeld in bedrijf en is te bezoeken wanneer men De Jonge Dirk bezoekt.

## Foto's

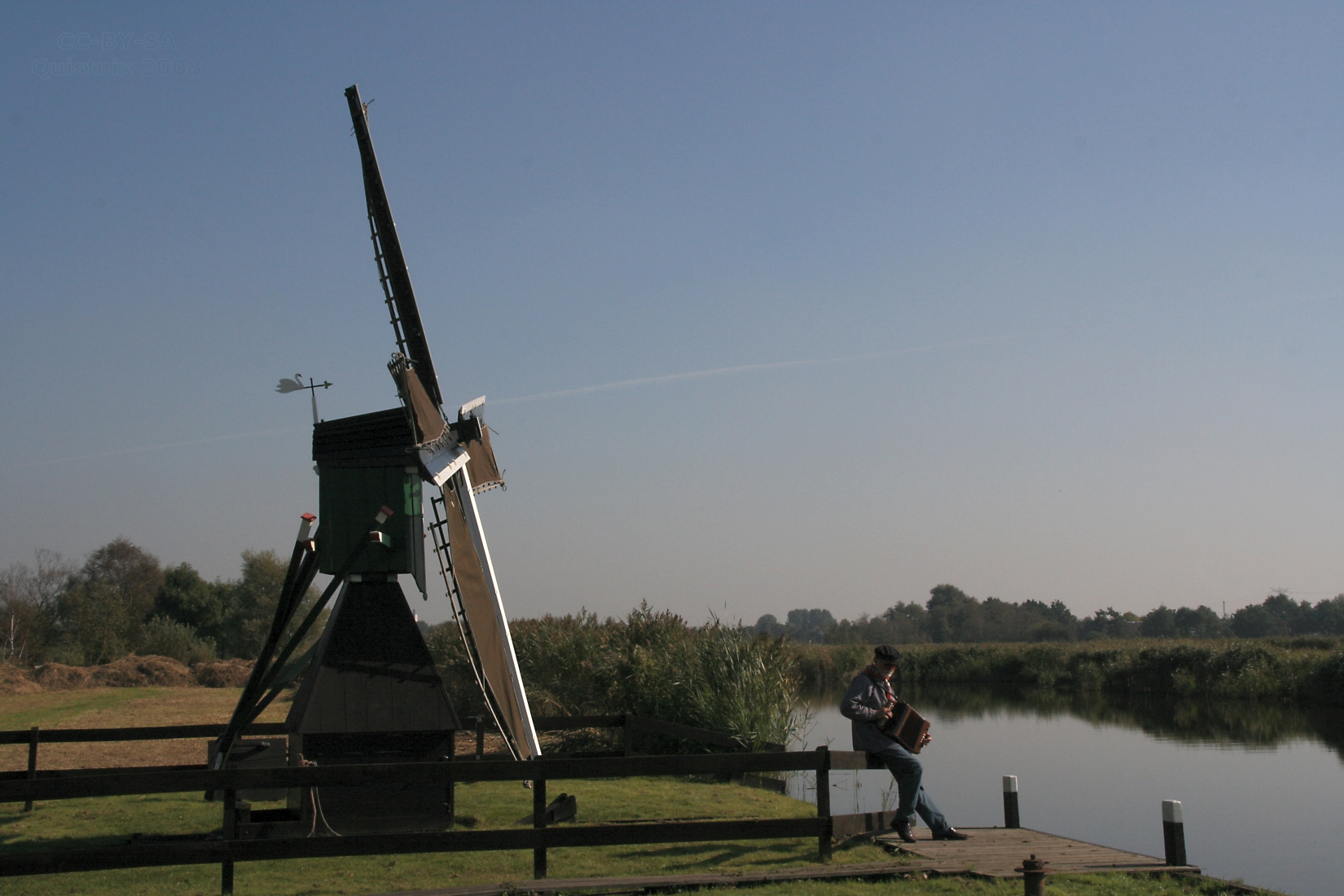
De Zwaan van opzij

Oliemolens:
De Bonte Hen ·
De Os ·
De Ooijevaar ·
Het Pink ·
De Zoeker

Zaagmolens:
De Gekroonde Poelenburg ·
De Held Jozua ·
Het Jonge Schaap ·
Het Klaverblad

Overige typen:
De Bleeke Dood ·
De Huisman ·
De Kat ·
Het Prinsenhof ·
Herkules ·
De Schoolmeester ·
De Koker

Kleine molens:
De Jonge Dirk ·
Kaatmolen ·
De Kroosduiker ·
Het Zwarte Kalf ·
De Hadel ·
De Windhond ·
De Windjager ·
De Zwaan

Overig:
Molenmuseum ·
Zaanse Schans ·
Vereniging De Zaansche Molen